# Lizz Werneroth
Alice Kristina (Lizz) Werneroth, född 6 april 1921 i Söderhamn, död 2 februari 2013 i Trelleborg, var en svensk målare och keramiker.
Hon var dotter till Johan Olof Linde och Margareta Persson och gift med ingenjören Edevon Werneroth. Hon studerade konst vid Essem-skolan i Malmö i början av 1950-talet. Hon blev medlem i konstnärsgruppen Skånska sjuan i samband med att gruppen bildades vid en utställning på Malmö museum. Tillsammans med Anna-Lisa Westerlund-Bengtsson ställde hon ut på Galerie Æsthetica i Stockholm 1959 och hon har medverkat i samlingsutställningar i Hudiksvall, Norrtälje och på Röhsska konstslöjdmuseet i Göteborg. Hennes konst bestod till en början av bildkonst utförd i olja men har efterhand ersatts av fågelfiguriner, vaser och skålar i stengods. Hon utgav 1992 den spiritistiska boken Fönster mot spegelvärlden som illustrerades  av Ebbe Johansson.